# Krethi en Plethi
Met de Krethi en de Plethi (NBV: Keretieten en Peletieten) wordt in de Tenach en in het Oude Testament een, uit buitenlanders bestaand, onderdeel van de krijgsmacht van Koning David aangeduid. 
De Krethi en de Plethi (mogelijk Hebreeuws voor Kretenzen en Filistijnen) waren de persoonlijke lijfwacht van de koning. Hun aanvoerder was Benaja, een van de helden van koning David.
De Krethi en de Plethi worden meerdere malen genoemd in het Bijbelboeken 2 Samuel,  Koningen en Kronieken.